# Juan de Matienzo (maestro cantero)
Juan de Matienzo fue un maestro cantero cántabro, natural de Matienzo, en el Valle de Ruesga.

## Biografía

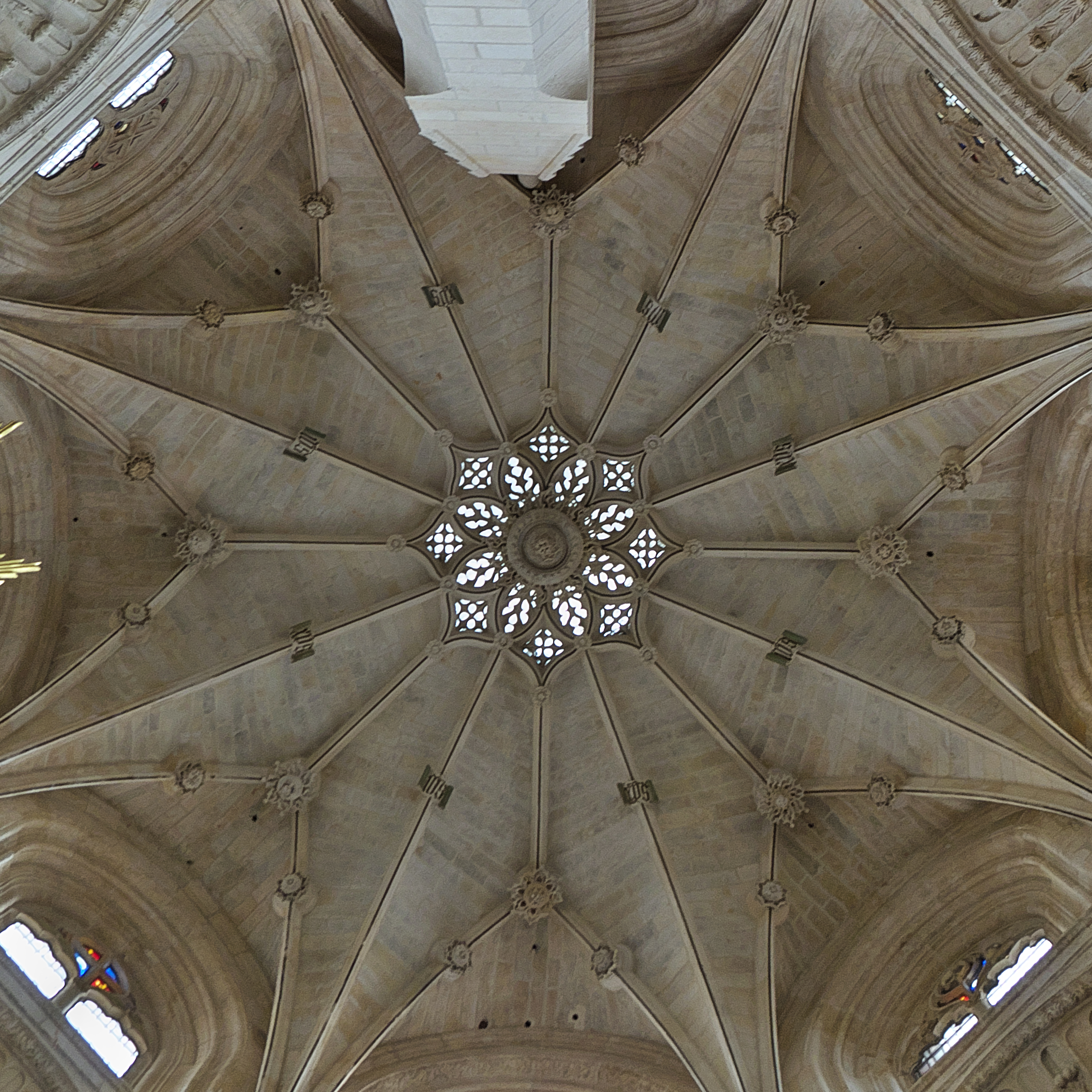
Bóveda de la Capilla de la Presentación (Catedral de Burgos)

En 1545, Juan de Matienzo colaboraba con Diego de Cubillas en el Palacio de Valsaín bajo la dirección de Alonso de Covarrubias.
En 1550, se comprometió a hacer, en unión de Pedro Vallejo, la arquería alta y baja del patio del Palacio de Valsaín, según condiciones firmadas por Gaspar de Vega.
En 1554, traza la Iglesia de Nuestra Señora de la Asunción de Calabazas de Fuentidueña (Segovia).
En 1575, es requerido para tomar parte en los destajos del Monasterio de El Escorial (Madrid). Inicialmente tomará como compañero a su hermano, Diego de Matienzo, pero finalmente acometerá los trabajos con Juan de Bocerraiz, tocándoles en suerte "el pilar primero que cae a la parte del norte con sus correspondencias como van del pórtico sobre la mano izquierda en la partida de Pedro de Tolosa".
En 1605, Juan de Matienzo fallece en Segovia.

## Obras
Entre las obras en las que participó, se encuentran las que se enumeran a continuación:
- Palacio de Valsaín.
- Iglesia de Nuestra Señora de la Asunción de Calabazas de Fuentidueña (Segovia).
- Monasterio de El Escorial (Madrid).
- Iglesia de San Pedro Apóstol de Bernardos (Segovia).
- Iglesia de Nuestra Señora de Melgar de Perosillo (Segovia).
- Iglesia de San Juan Bautista de Fuentes de Cuéllar (Segovia).
- Iglesia de San Nicolás de Bari de Fuentepiñel (Segovia).

### Artículos
- Villalpando Martínez, Manuela (1952). «Notas para un diccionario de artistas segovianos del siglo XVI». Estudios Segovianos (Instituto Diego de Colmenares) (TOMO IV): Páginas 59-160. ISSN 0210-7260.

- Esteban Molina, Jorge (2014). «Las reformas arquitectónicas del siglo XVI en la antigua iglesia de San Pedro de Íscar (Valladolid)». Boletín del Seminario de Estudios de Arte y Arqueología (Universidad de Valladolid) (Nº 80): Páginas 61-84. ISSN 1888-9751.

- Moreno Alcalde, María (1989). «La portada de Santa María de Fuentepelayo (Segovia)». Anales de Historia del Arte (Universidad Complutense de Madrid) (Nº 1): Páginas 73-89. ISSN 1988-2491.

### Libros
- González Echegaray, María del Carmen (1925). Artistas cántabros de la edad moderna : su aportación al arte hispánico: (diccionario biográfico-artístico). Universidad de Cantabria. ISBN 978-84-87412-58-5.

- Casaseca Casaseca, Antonio (1988). Rodrigo Gil de Hontañón (Rascafría, 1500 - Segovia, 1577). Junta de Castilla y León. ISBN 978-84-7846-000-7.

- Moreno Alcalde, María (1990). La arquitectura gótica en la Tierra de Segovia. Obra Social y Cultural de la Caja de Ahorros y Monte de Piedad de Segovia. ISBN 978-84-505-9825-4.

- Cortón de las Heras, María Teresa (1997). La construcción de la Catedral de Segovia (1525-1607). Obra Social y Cultural de la Caja de Ahorros y Monte de Piedad de Segovia. ISBN 978-84-89711-09-9.

- Cuéllar Lázaro, Juan (2007). Fuentidueña: comunidad de villa y tierra. Alcobendas: Real del Catorce, S.L. ISBN 978-84-935572-4-9.